# Анвар ад-дін Мухаммад-хан
Анвар ад-дін (Анваруддін) Мухаммад-хан (урду انورالدین خان; нар. 1672 — 3 серпня 1749) — 7-й наваб Аркоту у 1744—1749 роках.

## Життєпис

### На службі моголів
Походив з мусульманської громади равтхер (тюркотамілів). Син Хаджі Мухаммад Анвар ад-дін-хана. Народився 1672 року в Гопамау (Аудська суба). Замолоду перебрався до Делі, де почав службу в могольському війську і незабаром піднявся до високої посади — ямін-ус-султанат (старшим заступником) Асаф Джаха I, нізама Гайдарабаду. Падишах Аурангзеб надав йому титули Анвар ад-дін хан-багадур, Бахадур-шах I — Шахамат Джанг, Мухаммад Шах — сірадж ад-даула.
У 1721—1733 роках обіймав посаду субадара Татти (фактично Сінду). На початку 1720-х років став був валі Елоре та Раджамундрі, фауджаром (командуючим залог) в містах Кора та Джаханабад. Водночас отримав посаду наїб-вазіром імперії. 1724 року отримав посаду фауджара Шрікакуламу, Раджамахендравараму та Мачліпатнама. У 1725—1743 роках обіймав посаду назімом міста Гайдарабад.
1743 року супроводжував Асаф Джаха I, що прибув до Аркотського навабства, де останній 28 березня призначив Авар ад-діна регентом при малолітньому правителі Мухаммада Саадатула-хана II. Останній на дяку за підтримку передав британцям села Перамбур, Садіанкуппам, Ернавор, Пудубаккам і Вепери. Невдовзі наваб спільно з регентом і нізамом відвоювали в маратхів фортецю Трихінополі. У липні 1744 року Мухаммад Саадатула-хана II було вбито власним регентом зі згоди нізама. Трон перейшов до Анваруддін-хана.

### Панування

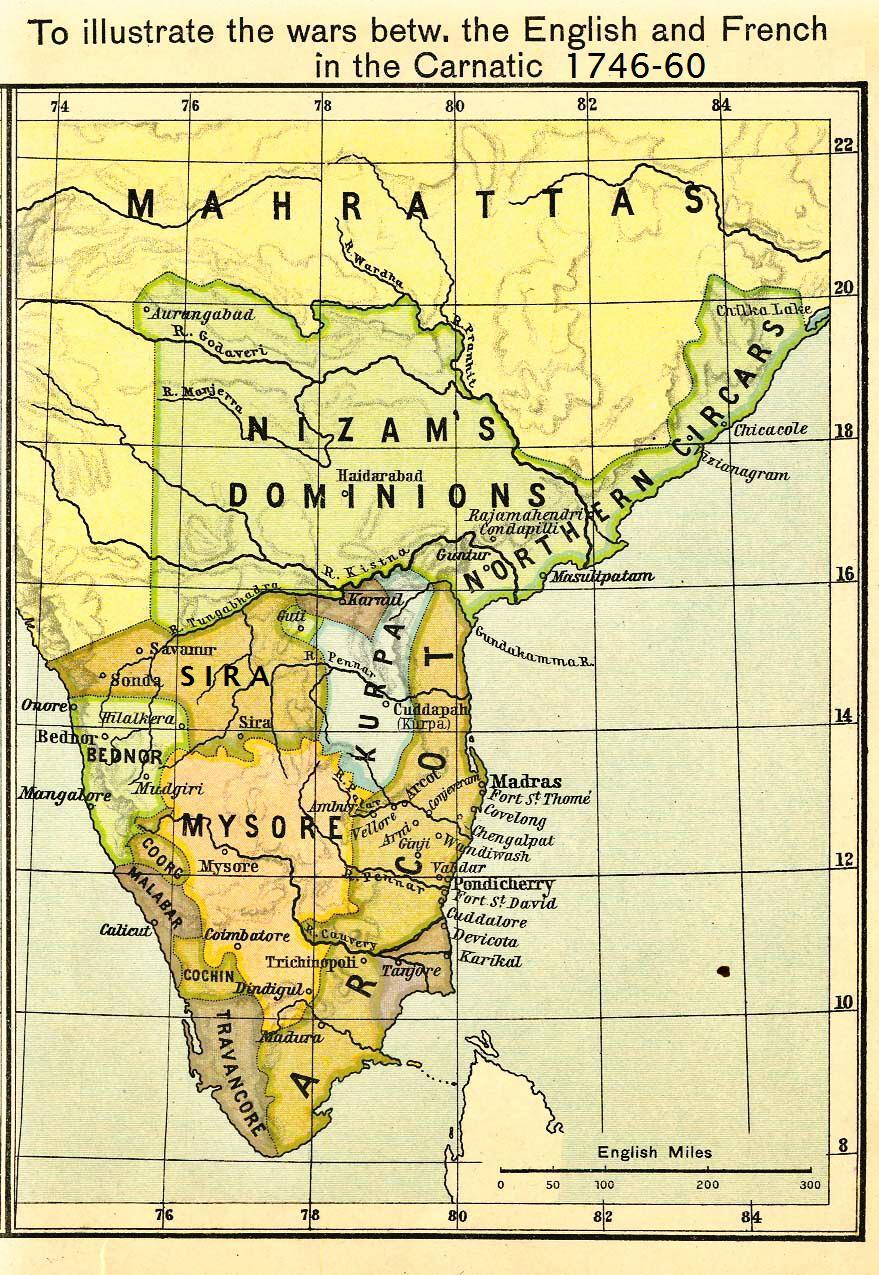
Володіння наваба на 1746 рік

Визнаний правителем Асаф Джахом I, що надав Анвар ад-діну титул наїб-субадара. Таким чином він став засновником Другої династії Аркота. Зберіг союз з Британською Ост-Індською компанією. Але в цей час тривала війна за австрійську спадщину, що відбилося на протистоянні французів і англійців на півдні Індостану (відома як Перша Карнатакська війна).
У 1746 році французи захопили британський пост у Мадрасі, але не змогли взяти Куддалоре. Наваб застерігав обидві сторони від нападу одна на одну, але французи знехтували його застереженням, і Жозеф Франсуа Дюпле, французький генерал-губернатор, заспокоїв його, запропонувавши йому Мадрас. Проте після його остаточного захоплення Дюпле відмовився виконувати обіцяне. У відповідь Анвар ад-дін Мухаммад-хан відправив 10-тисячне військо під проводом свого сина Махфуз-хана. Але у битві на річки Адьяр аркотське військо зазнало поразки. Вирішальна перемога Франції продемонструвала ефективність добре навчених європейських сил у боротьбі з погано навченими індійськими військами.
У 1748 році претендент на трон Гайдарабаду  Музаффар Джанг в союзі з французами висунули претендентом на трон Чанда Сагіба (з Першої династії Аркота). Анвар ад-дін Мухаммад-хан отримав допомогу від британців, а 1749 року — нізама Насір Джанга. Це стало початком Другої Карнатакської війни.
3 серпня 1749 року в битві біля Амбуру наваб зазнав поразки від французів та загинув. Переможці поставили на трон Аркота Чанда Сагіба. Але боротьбу продовжив син загиблого Мухаммад Алі-хан Валаджах.